# ترکیب شیمیایی
ترکیب شیمیایی عبارت است از یک ماده شیمیایی خاص که از دو یا چند عنصر شیمیایی مختلف تشکیل می‌شود. این عناصر به وسیله پیوند شیمیایی به یکدیگر متصل می‌شوند و می‌توانند به وسیله واکنش شیمیایی به مواد ساده تبدیل گردند. هر ترکیب شیمیایی مختلف، یک ساختار شیمیایی تعریف شده منحصر به فرد دارد؛ به عبارت دیگر، هر ترکیب نسبت اتمی یکسانی دارد که اتم‌های آن با چینش مکانی مشخصی به وسیله پیوند شیمیایی آرایش می‌یابند. ترکیبات شیمیایی ممکن است به صورت ترکیب مولکولی باشند که در این صورت مولکول‌ها با پیوند کووالانسی در کنار هم قرار می‌گیرند؛ همچنین ممکن است به صورت نمک باشند و به وسیله پیوند یونی به هم پیوند یابند؛ اگر ترکیب مورد نظر تنها شامل فلزات باشد، پیوند بین ذره‌های آن پیوند فلزی و اگر کمپلکس شیمیایی باشد، پیوند بین ذرات آن پیوند داتیو خواهد بود. عناصر شیمیایی خالص، در گروه ترکیبات شیمیایی قرار نمی‌گیرند، حتی اگر از دو یا چند اتم از یک نوع عنصر (مانند H۲ و S۸) تشکیل شده باشند که پیوندهای دو اتمی یا چند اتمی نامیده می‌شوند. ترکیب‌های مولکولی همانند «نافلزات» و ترکیبات اتمی «فلزات» هستند.
دسته فلزات و نافلزات:
نافلزات: اکسیژن، کلر، کربن، گوگرد و…
فلزات: آهن، مس، جیوه، طلا و…

## فرمول
شیمی‌دان‌ها ترکیب‌های شیمیایی را با به‌کارگیری فرمول‌ها توصیف می‌کنند. شکل‌های گوناگونی برای توصیف فرمول شیمیایی وجود دارد. برای ترکیب‌هایی که به صورت مولکولی هستند، فرمول برای یک واحد مولکولی نشان داده می‌شود. در مورد مواد پلیمری و دارای ساختارهای تکراری، مانند مواد معدنی معمولاً فرمول تجربی مورد استفاده قرار می‌گیرد (مانند NaCl که فرمول تجربی نمک طعام است).
چینش نام عناصر در یک ترکیب شیمیایی با ترتیب مشخصی صورت می‌گیرد. برای نمونه، بر پایهٔ روشی که نام‌گذاری هیل نامیده می‌شود، اگر اتم‌های کربن و هیدروژن در یک ترکیب وجود داشته‌باشند، ابتدا کربن و پس از آن هیدروژن و سپس سایر عناصر به ترتیب الفبایی قرار داده می‌شوند.
یک روش دیگر آن است که عناصر به ترتیب الکترون‌خواهی خود در فرمول قرار داده می‌شوند. در این روش، ابتدا عناصر فلزی که کمترین الکترون‌خواهی را دارند در سمت چپ و عناصر غیر فلزی در سمت راست فرمول قرار می‌گیرند. یک روش کامل‌تر، آن است که نوشتن فرمول با تکیه بر ساختار ترکیب انجام شود. برای نمونه، در ترکیبات آلی اسیدی، بخش آلی در سمت چپ و بخش اسیدی شامل COOH در سمت راست نوشته می‌شود. (برای نمونه، استیک اسید به صورت CH۳COOH نوشته می‌شود)

## تفاوت ترکیب با مخلوط
ویژگی‌های فیزیکی و شیمیایی مخلوطی از چند عنصر یا ترکیب، مشابه با ویژگی‌های مواد تشکیل دهندهٔ آن‌ها است در حالی که ویژگی‌های ترکیب‌ها با عناصر تشکیل‌دهندهٔ آن‌ها متفاوت است. یک تفاوت معمول دیگر ترکیب با مخلوط آن است که می‌توان ماده‌های تشکیل دهندهٔ یک مخلوط را با روش‌های مکانیکی (مانند تبخیر و میدان مغناطیسی) به سادگی از یکدیگر جدا کرد ولی اجزای شکل دهندهٔ یک ترکیب تنها با استفاده از یک واکنش شیمیایی قابل تجزیه هستند.
برخی از مخلوط‌ها مانند آلیاژهای فلزی، به گونه‌ای با یکدیگر مخلوط می‌شوند که ویژگی‌هایی مانند ترکیب‌ها پیدا می‌کنند.

## ساخت ترکیب پایدار
بسیاری از عناصر در حالت اتمی پایداری مناسبی ندارند و با یکدیگر ترکیب می‌شوند تا به حالت پایدارتر برسند. آن‌ها هنگامی به حالت پایدار می‌رسند که به بیشترین تعداد الکترون لایه ظرفیت و بیشترین سطح انرژی خود رسیده باشند که معمولاً تعداد ۲ یا ۸ ظرفیت الکترون است. به همین دلیل گازهای نجیب غالباً واکنش نشان نمی‌دهند، زیرا همهٔ ۸ الکترون‌های ظرفیت آن‌ها پر شده و نیاز به تغییر در ساختار الکترونی خود ندارند. (به جز هلیم که ۲ الکترون در لایه ظرفیت خود دارد).
هم‌چنین ممکن است دو یا چند ترکیب که در مجاورت یکدیگر قرار دارند، واکنش شیمیایی انجام داده و به یک یا چند ترکیب دیگر تبدیل شوند. برای نمونه، هنگامی که یک باز و یک اسید با یکدیگر مخلوط شوند، واکنش شیمیایی انجام داده و به یک نمک و آب تبدیل می‌شوند. مانند ترکیب زیر:

## فراورده‌های شیمیایی
فرآورده‌های شیمیایی به محصولاتی اطلاق می‌شود که از فرآیندهای شیمیایی تولید می‌شوند و معمولاً به عنوان مواد اولیه یا محصولات نهایی در صنایع مختلف استفاده می‌شوند. این محصولات ممکن است به صورت مایع، جامد یا گاز باشند و از ترکیبات شیمیایی یا ترکیبات پیچیده‌تر تشکیل شوند.
برخی از انواع فرآورده‌های شیمیایی عبارتند از:
1. پلیمرها: موادی هستند که از تکرار واحدهای مولکولی کوچک به نام مونومرها ساخته شده‌اند، مانند پلاستیک‌ها، لاستیک‌ها و فیبرهای مصنوعی.
2. کودها: موادی که برای بهبود کیفیت خاک و رشد گیاهان به کار می‌روند، مانند نیتروژن، فسفر و پتاسیم.
3. مواد شیمیایی حفاری: موادی که در فرآیندهای حفاری نفت و گاز به کار می‌روند، از جمله محلول‌های حفاری و مواد شیمیایی جهت حفاری و گسترش چاه.
4. مواد شوینده و بهداشتی: محصولاتی که برای تمیزی و بهداشت استفاده می‌شوند، مانند صابون، شامپو و محصولات شستشو.
5. محصولات دارویی: فرآورده‌هایی که برای درمان بیماری‌ها و بهبود وضعیت سلامتی استفاده می‌شوند، از جمله داروها و ویتامین‌ها.

این تنها چند نمونه از فرآورده‌های شیمیایی هستند و استفاده از آن‌ها در صنایع مختلف به دلیل خصوصیات و خواص منحصر به فرد آن‌ها بسیار گسترده است.